# 笠間法考
笠間 法考（かさま のりたか、1974年3月21日 - ）は、北海道上川町出身の元スキージャンプ選手。現在は上川町議会副議長。	

## プロフィール
上川ジャンプ少年団でジャンプを始め、上川町立上川中学校―札幌日大高校―日本大学―東京美装で競技を続ける。
2000年3月、26歳で引退。地元上川町で父の経営する建設会社に入社。その傍ら上川ジャンプ少年団のコーチとして勢藤優花を指導。
2008年4月、上川町議会議員選挙に無所属で立候補しトップ当選。同議会中最年少の議員である。

## 不祥事
2006年3月4日、道路交通法違反（信号無視、酒気帯び運転）で現行犯逮捕された。

## 主な成績
- 1989.02.08(水) 第26回全国中学校スキー大会 優勝
- 1990.03.18(日) 第24回雪印杯全日本ジャンプ旭川大会少年組　優勝
- 1991.02.08(金) 第40回全国高校スキー大会 優勝
- 1991.02.20(水) 第46回国体少年の部 優勝
- 1991.03.25(月) 第10回全国ジュニアオリンピック競技大会兼第2回全日本ジュニアスキー選手権大会 優勝
- 1991.03.26(火) 第19回野沢温泉ジャンプ大会少年組 優勝
- 1992.01.17(金) 第44回全道高校スキー大会 優勝
- 1995.03.21(火) 第30回倶知安町長杯全道ジャンプ大会成年組 優勝
- 1995.08.27　　　FISコンチネンタルカップサマージャンプ野沢温泉大会 優勝
- 1996.01.16(月) 第69回全日本学生スキー選手権大会男子一部 優勝
- 1997.01.30　　　第18回ユニバーシアード冬季競技大会　団体ノーマルヒル 金メダル、個人ノーマルヒル 8位